# Herochroma bipunctata
Herochroma bipunctata är en fjärilsart som beskrevs av Thierry-mieg 1915. Herochroma bipunctata ingår i släktet Herochroma och familjen mätare. Inga underarter finns listade i Catalogue of Life.